# Incompatibilismo
L'incompatibilismo è la teoria filosofica secondo cui il determinismo universale, comunque inteso, non può coesistere con la libertà del volere umano. Si oppone al compatibilismo, per il quale è possibile dare un senso alla nozione di libertà anche in un universo interamente regolato da leggi causali.
Di per sé, l'incompatibilismo non prende posizione né sull'effettiva esistenza della libertà, né sulla realtà del determinismo, ma resta aperto a tre opzioni diverse:
1. affermazione della libertà e negazione del determinismo (incompatibilismo libertario): è la posizione sostenuta negli ultimi decenni da gran parte dei filosofi che si occupano del libero arbitrio, tra cui Carl Ginet, Peter van Inwagen, Roderick Chisholm, Robert Kane e Alfred Mele; storicamente, un atteggiamento libertario è rintracciabile (naturalmente in contesti e con motivazioni diverse) presso un gran numero di autori, dai Peripatetici agli Epicurei, da Cartesio a William James, dagli Spiritualisti francesi a Sartre;
2. negazione dell'uno e dell'altra: questa tesi è sostenuta in particolare da Galen Strawson, che la definisce «pessimismo»;
3. negazione della libertà e affermazione del determinismo: è il cosiddetto hard determinism, frequente soprattutto nella tradizione materialista (si pensi ad illuministi come Helvétius e La Mettrie) e difeso oggi, fra gli altri, da Derk Pereboom.

La terza opzione ammette anche un'interpretazione fatalista, secondo cui l'azione umana è ininfluente sul corso degli eventi; tuttavia, il fatalismo è respinto esplicitamente dalla grande maggioranza degli hard determinists.